# مغزرة أسلية
مغزرة أسلية (الاسم العلمي:Polygala juncea) هي نوع من النباتات تتبع جنس المغزرة من الفصيلة المغزرية.